# Курбанов, Алексей Абдурахманович
Алексей (Абдулла) Абдурахманович Курбанов (1925—2004) — снайпер 282-го гвардейского стрелкового полка (92-я гвардейская стрелковая дивизия, 37-я армия, Степной фронт) гвардии красноармеец Рабоче-крестьянской Красной Армии, участник Великой Отечественной войны, Герой Советского Союза (1944).

## Биография
Родился 23 февраля 1925 года в посёлке Ниязбаш (ныне — Янгиюльский район Ташкентской области Узбекистана). Окончил среднюю школу.
В марте 1943 года, приписав себе 2 года в 16 лет был призван на службу в Рабоче-крестьянскую Красную Армию. С сентября этого же года — на фронтах Великой Отечественной войны. Воевал на Калининском, Ленинградском фронтах. В армии стал называться Алексеем.
К сентябрю 1943 года гвардии красноармеец Алексей Курбанов был снайпером 282-го гвардейского стрелкового полка 92-й гвардейской стрелковой дивизии 37-й армии Степного фронта. Отличился во время битвы за Днепр. В период с 30 сентября по 17 октября 1943 года, участвуя в боях за захват и удержание плацдарма на западном берегу Днепра в районе села Дериевка Онуфриевского района Кировоградской области Украинской ССР снайперским огнём он уничтожил более 150 вражеских солдат и офицеров.
Указом Президиума Верховного Совета СССР «О присвоении звания Героя Советского Союза офицерскому, сержантскому и рядовому составу Красной Армии» от 22 февраля 1944 года за «образцовое выполнение боевых заданий командования при форсировании реки Днепр, развитие боевых успехов на правом берегу реки и проявленные при этом отвагу и геройство» был удостоен высокого звания Героя Советского Союза с вручением ордена Ленина и медали «Золотая Звезда».
В 1944 году был демобилизован. С марта 1944 года долечивался дома. В сентябре 1944 года поступил в Ташкентский юридический институт. По окончании учёбы в 1947 году получил квалификацию юриста 3-го класса, присвоено звание капитан юстиции. В 1947 году вступил в ВКП(б)/КПСС. Три года работал помощником прокурора Фрунзенского района города Ташкента.
В августе 1950 года по собственному желанию был переведён директором школы № 14 имени Ильича Ниязбашского сельсовета, которую сам окончил. Окончил заочно Ташкентский педагогический институт имени Низами. Руководил школой до выхода на пенсию в 1968 году.
Жил в поселке колхоза имени Ленина Янгиюльского района. Скончался 28 июля 2004 года.

## Награды
- Медаль «Золотая Звезда» (22.02.1945)[5]
- Орден Ленина (22.02.1945)[6]
- Орден Отечественной войны I степени (11.03.1985)[7]
- Медаль «В ознаменование 100-летия со дня рождения Владимира Ильича Ленина» (6 апреля 1970)
- Медаль «За победу над Германией в Великой Отечественной войне 1941—1945 гг.» (9 мая 1945[8])
- Юбилейная медаль «Двадцать лет Победы в Великой Отечественной войне 1941—1945 гг.» (7 мая 1965[9])
- Юбилейная медаль «Тридцать лет Победы в Великой Отечественной войне 1941—1945 гг.»[10]
- Медаль «Сорок лет Победы в Великой Отечественной войне 1941-1945 гг.»[11]
- Медаль Жукова (1995) Решением Глав СНГ
- Юбилейная медаль «50 лет Победы в Великой Отечественной войне 1941—1945 гг.»[12]
- Медаль «Ветеран труда»
- Медаль «30 лет Советской Армии и Флота»[13]
- Юбилейная медаль «40 лет Вооружённых Сил СССР»[14]
- Юбилейная медаль «50 лет Вооружённых Сил СССР» (26 декабря 1967[15])
- Юбилейная медаль «60 лет Вооружённых Сил СССР» (28 января 1978[16])
- Юбилейная медаль «70 лет Вооружённых Сил СССР» (28 января 1988[17])
- Знак «Гвардия»
- Знак МО СССР «25 лет Победы в Великой Отечественной войне» (24 апреля 1970)

## Память
- На могиле установлен надгробный памятник.
- Его имя увековечено в Главном Храме Вооружённых сил России, и навсегда запечатлено на мемориале «Дорога памяти».